# 甘歜
甘歜（？—？），春秋时期东周王室的卿士，王子带的后裔。前610年（周匡王三年，鲁文公十七年）秋季，甘歜乘戎人饮酒，击败戎人。